# سیارک ۲۷۹۵
سیارک ۲۷۹۵ (به انگلیسی: 2795 Lepage، نامگذاری:1979YM) دو هزار و هفتصد و نود و پنجمین سیارک کشف شده‌است که در ۱۶ دسامبر ۱۹۷۹ کشف شد.
قدر مطلق سیارک برابر ۱۳٫۲۰ است.